# PLACEBO (曲)
「PLACEBO + 野田洋次郎」（プラシーボ プラス のだようじろう）は、米津玄師の楽曲。2020年8月5日にリリースされた米津の5thアルバム『STRAY SHEEP』に収録されており、RADWIMPSの野田洋次郎が客演している。

## 背景と制作
『STRAY SHEEP』収録曲での野田洋次郎とのコラボは、アルバム発売約2ヵ月前に迫った2020年6月12日に発表された。米津は2015年に出演したRADWIMPSの対バンツアーのMCで「RADWIMPSからはすごく影響を受けている」「クソみたいな高校生だった頃のヒーロー」と語っていた。そしてこの競演以降、米津と野田はプライベートで親交を深めていき、本楽曲で初のコラボを果たした。米津は以前から野田に「いつか2人で一緒にやりたいです」という話をしていたといい、「向こう（野田）も前向きでいてくれたので、タイミングを図りながら、結果としてこういう曲になった感じ」と述べている。

## 音楽性
本楽曲はよく動くベースが特徴的で、エレクトロ・ポップやディスコの要素を持ったダンスナンバーである。音楽ジャーナリストの柴那典はアルバム『STRAY SHEEP』のレビューにおいて、「“大切な人との関係性”をテーマにしているという意味」で本楽曲が印象的だとしており、「このアルバムの中では際立ってキラキラとカラフルな印象のこの曲。ザ・ウィークエンドの新作にも通じる80'sエレポップのテイストでふたりがデュエットするのは、恋に落ちていく高揚感だ」と述べている。

## チャート成績
本楽曲は、2020年8月17日付（集計期間：2020年8月3日～8月9日）の「Billboard Japan Streaming Songs」にて4,746,395回再生を記録し、初登場9位を獲得。同週のダウンロードチャートでも19位を記録し、総合チャート「JAPAN HOT 100」では21位に初登場した。

### 認定とセールス
|                                | 認定（RIAJ） | 売上/再生回数      |
| ------------------------------ | ------------ | ------------------ |
| ダウンロード                   | 未公表       | -                  |
| ストリーミング                 | シルバー     | 30,000,000* 回再生 |
| *認定のみに基づく売上/再生回数 |              |                    |